# Michail Vasil'evič Paškov
Michail Vasil'evič Paškov, (in russo: Михаил Васильевич Пашков) (Mosca, 2 giugno 1802 – Parigi, 7 giugno 1863), è stato un generale russo.

## Biografia
Era il figlio del consigliere di Stato Vasilij Aleksandrovič Paškov (1764-1838), e di sua moglie, la contessa Ekaterina Aleksandrovna Tolstoja (1768-1835). Ricevette un'educazione privata.

## Carriera
Il 15 agosto 1819 entrò, come cadetto, nel reggimento di cavalleria e il 30 dicembre dello stesso anno, raggiunse il grado di cornetta. Nel 1820 fu nominato aiutante di campo del generale Zakrevskij e due anni dopo tornò al fronte.
Nel novembre 1829 raggiunse il grado di capitano. Nel 1832 fu trasferito, con il grado di capitano, nella reggimento degli Ussari, e il 30 agosto 1834 fu nominato aiutante di campo di Sua Maestà. Il 3 aprile 1838 fu promosso al grado di colonnello e il 6 dicembre 1847 a maggiore generale con la nomina al seguito di Sua Maestà.
Il 1º giugno 1848 fu nominato vice-direttore del Dipartimento del Commercio estero e ispettore delle guardie di confine. Il 26 agosto 1856 venne promosso a tenente generale.

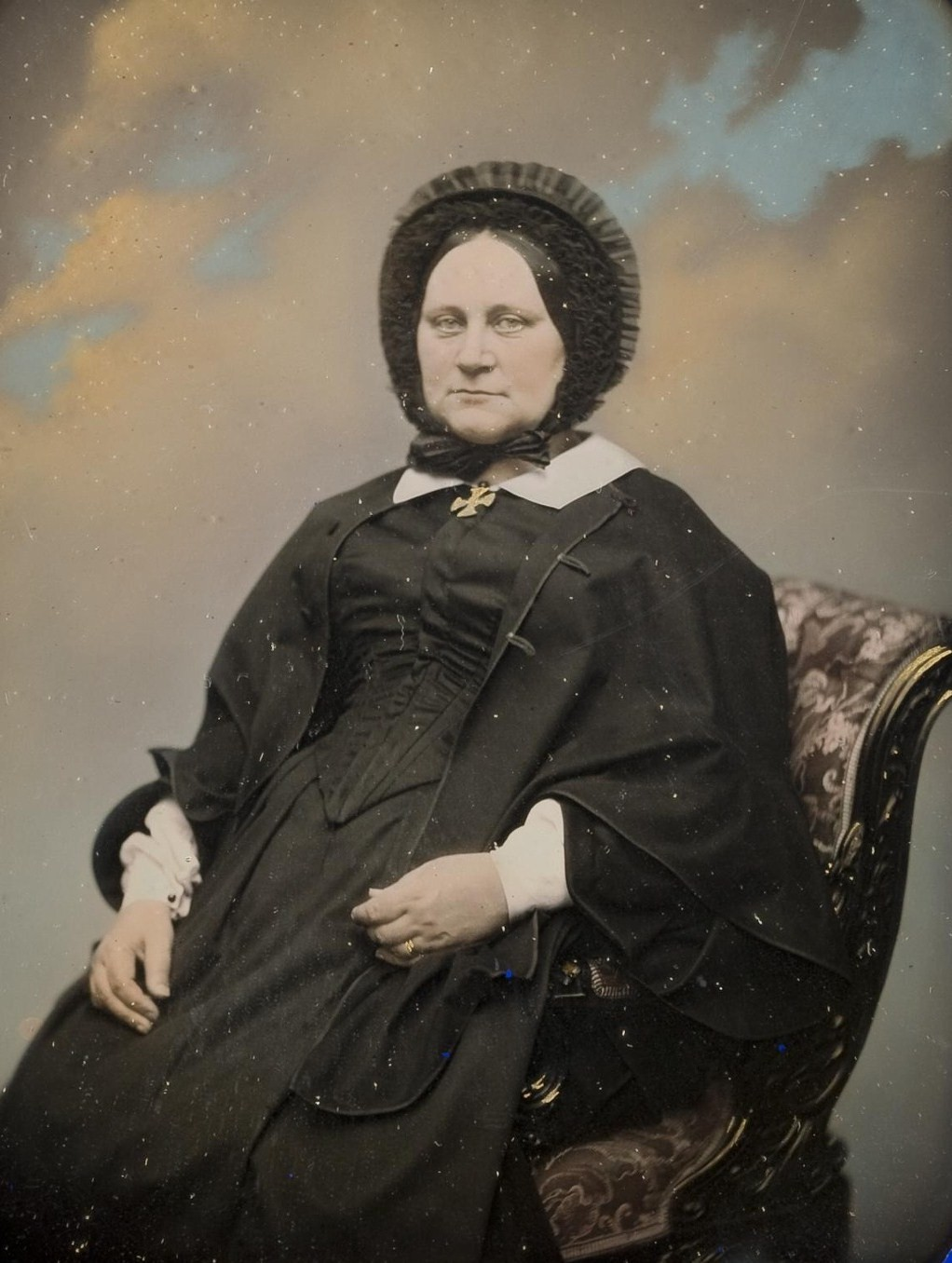
Marija Trofimovna Baranova, di Sergej Lvovič Levickij.

## Matrimonio
Nel 1829 sposò la contessa Marija Trofimovna Baranova (1807-1887), figlia del conte Trofim Osipovič Baranov e di Julija Fëdorovna Adlerberg. Questa unione contribuì a Michail di occupare una certa posizione nella società russa. Marija venne descritta come una giovane alta, ben proporzionata, divertente e gentile. Ebbero sette figli:
- Aleksandra Michajlovna (1829-1916), sposò Viktor Vasil'evič Apraksin;
- Nikolaj Michajlovič (1830-1857);
- Ekaterina Michajlovna (1832-1910), sposò Pëtr Ivanovič Ozerov;
- Marija Michajlovna (1834-1910), sposò il principe Vladimir Dmitrievič Golicyn;
- Julija Michajlovna (1836-?), sposò Iosif Michajlovič Sudienko;
- Leonilla Michajlovna (1842-?);
- Ol'ga Michajlovna (1843-?), sposò Nikolaj Nikolaevič Buturlin.

## Morte
Morì a Parigi il 7 giugno 1863.